# Лелеховка
Лелеховка (укр. Лелехівка) — село в Ивано-Франковской поселковой общине Яворовского района Львовской области Украины.
Вдоль села в долине реки Верещицы тянется каскад прудов до Яновского пруда.
Село расположено рядом с природным заповедником «Расточье».
Достопримечательность села — деревянная церковь Успения Пресвятой Богородицы, построенная в 1739 году.
Население по переписи 2001 года составляло 352 человека. Занимает площадь 1,17 км². Почтовый индекс — 81071. Телефонный код — 3259.

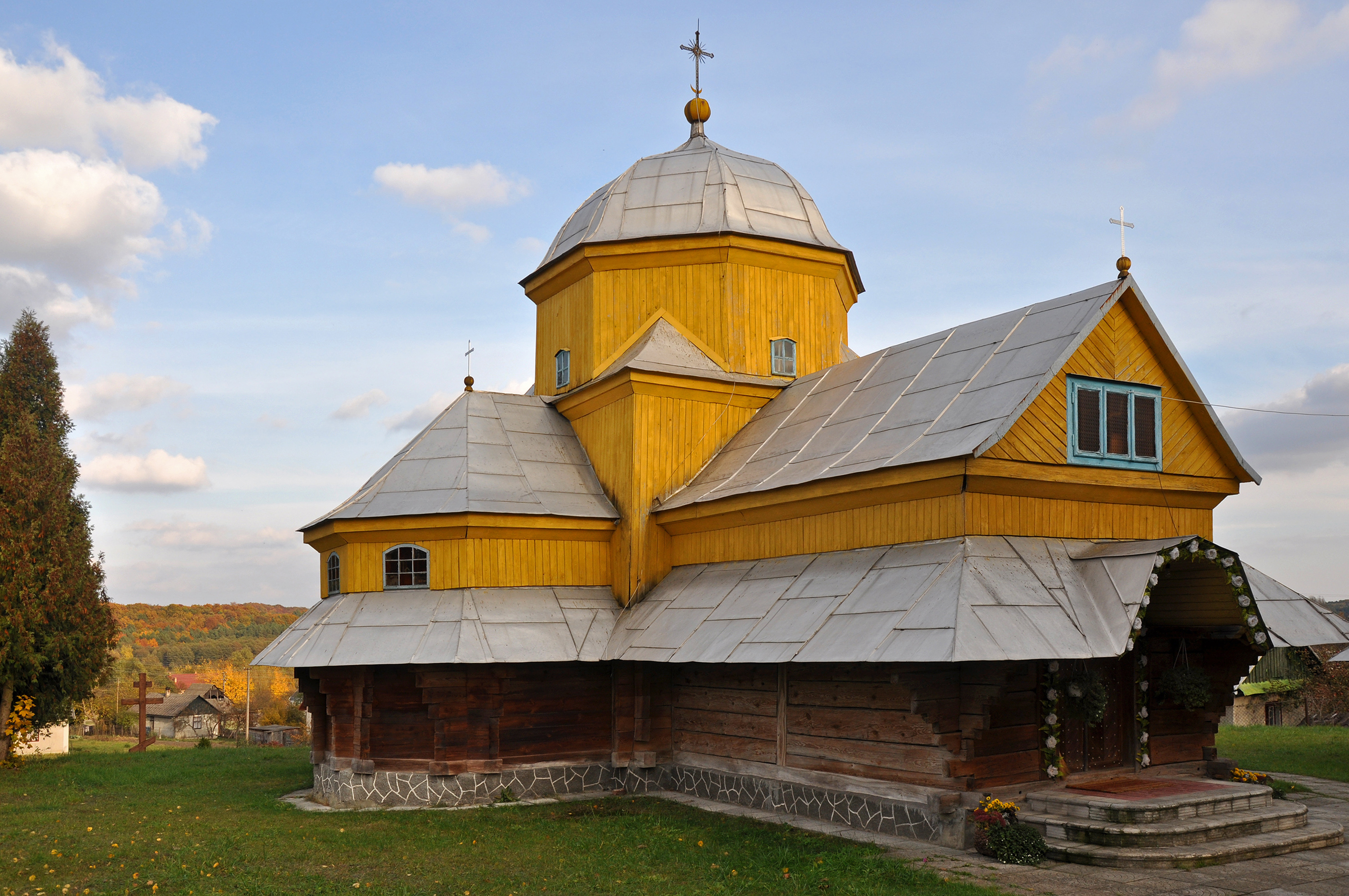
Успенская церковь